# 瓦斯克納湖
57°42′36″N 27°04′40″E / 57.71000°N 27.07778°E

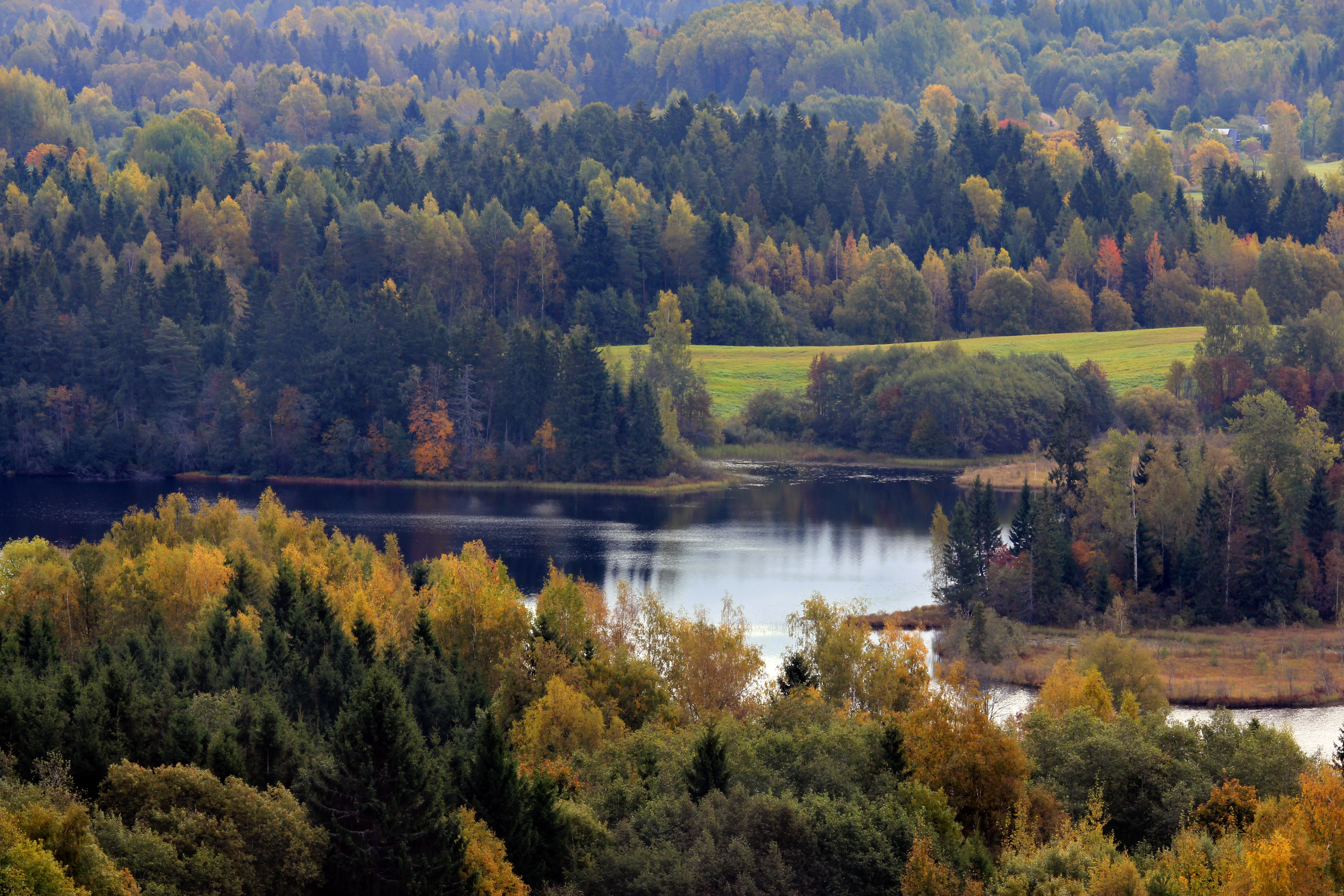

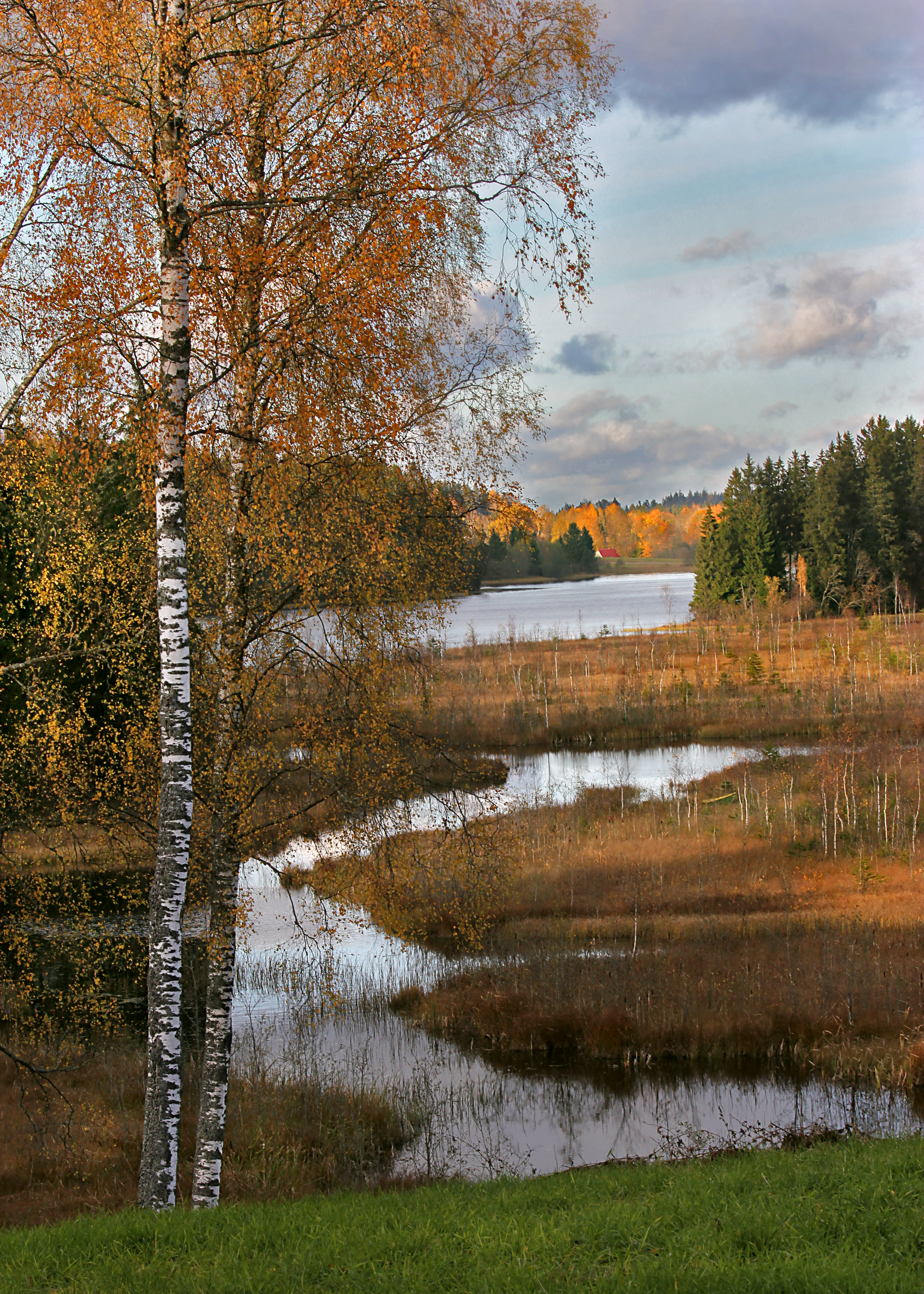

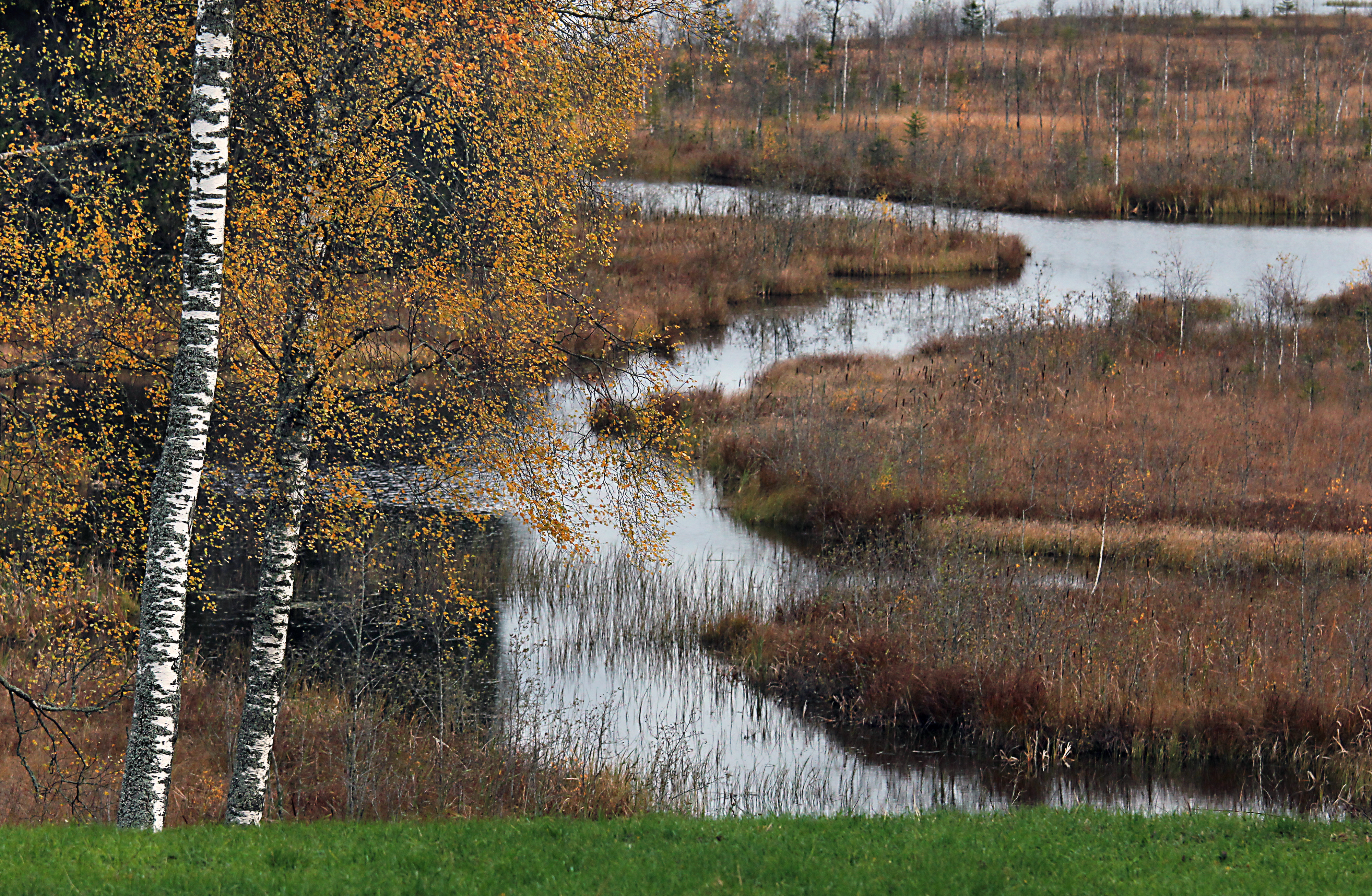

瓦斯克納湖，是愛沙尼亞的湖泊，位於該國東南部，由沃魯縣負責管轄，長1.4公里、寬0.3公里，面積11.1平方公里，海拔高度242米，平均水深2.8米，最大水深9.5米。